# Joseph Hume
Joseph Hume, född 22 januari 1772 i Montrose i Angus i Skottland, död 20 februari 1855 på Burnley Hall nära East Somerton i Norfolk, var en brittisk politiker, far till Allan Octavian Hume.
Hume inträdde 1799 i Ostindiska kompaniets tjänst och återvände till Storbritannien 1808 med en stor förmögenhet. År 1812 köpte han in sig i underhuset som tory men uppträdde efter 1818 som whig. Humes insats som radikal politiker var mycket betydande. Han var en av de talföraste män, som suttit i Storbritanniens underhus.